# Saint-Martin-Osmonville
Saint-Martin-Osmonville – miejscowość i gmina we Francji, w regionie Normandia, w departamencie Sekwana Nadmorska.
Według danych na rok 1990 gminę zamieszkiwało 775 osób, a gęstość zaludnienia wynosiła 36 osób/km² (wśród 1421 gmin Górnej Normandii Saint-Martin-Osmonville plasuje się na 309. miejscu pod względem liczby ludności, natomiast pod względem powierzchni na miejscu 41.).